# (100719) 1998 BU26
(100719) 1998 BU26 es un asteroide perteneciente al cinturón de asteroides descubierto el 29 de enero de 1998 por Miloš Tichý y el también astrónomo Zdeněk Moravec desde el Observatorio Kleť, České Budějovice, República Checa.

## Designación y nombre
Designado provisionalmente como 1998 BU26.

## Características orbitales
1998 BU26 está situado a una distancia media del Sol de 2,233 ua, pudiendo alejarse hasta 2,414 ua y acercarse hasta 2,052 ua. Su excentricidad es 0,080 y la inclinación orbital 7,099 grados. Emplea 1219,23 días en completar una órbita alrededor del Sol.

## Características físicas
La magnitud absoluta de 1998 BU26 es 16,6. 